# こも原町
こも原町（こもはらちょう）は、愛知県名古屋市西区の地名。丁番を持たない単独町名である。住居表示未実施。

## 地理
名古屋市西区北西部に位置する。東からは清須市、西は山田町中小田井、北東はあし原町に接する。

## 歴史

### 町名の由来
字東菰原・字西菰原に由来する。

### 沿革
- 1970年（昭和45年）10月21日 - 西区山田町大字中小田井の一部により、同区こも原町として成立[1]。

## 世帯数と人口
2019年（平成31年）2月1日現在の世帯数と人口は以下の通りである。
| 町丁     | 世帯数  | 人口  |
| -------- | ------- | ----- |
| こも原町 | 220世帯 | 387人 |

## 学区
市立小・中学校に通う場合、学校等は以下の通りとなる。また、公立高等学校に通う場合の学区は以下の通りとなる。
| 番・番地等 | 小学校                   | 中学校               | 高等学校 |
| ---------- | ------------------------ | -------------------- | -------- |
| 全域       | 名古屋市立中小田井小学校 | 名古屋市立山田中学校 | 尾張学区 |

## 交通
- 国道22号[3]

## 施設
- こも原公園[2]

1971年（昭和46年）4月1日供用開始。

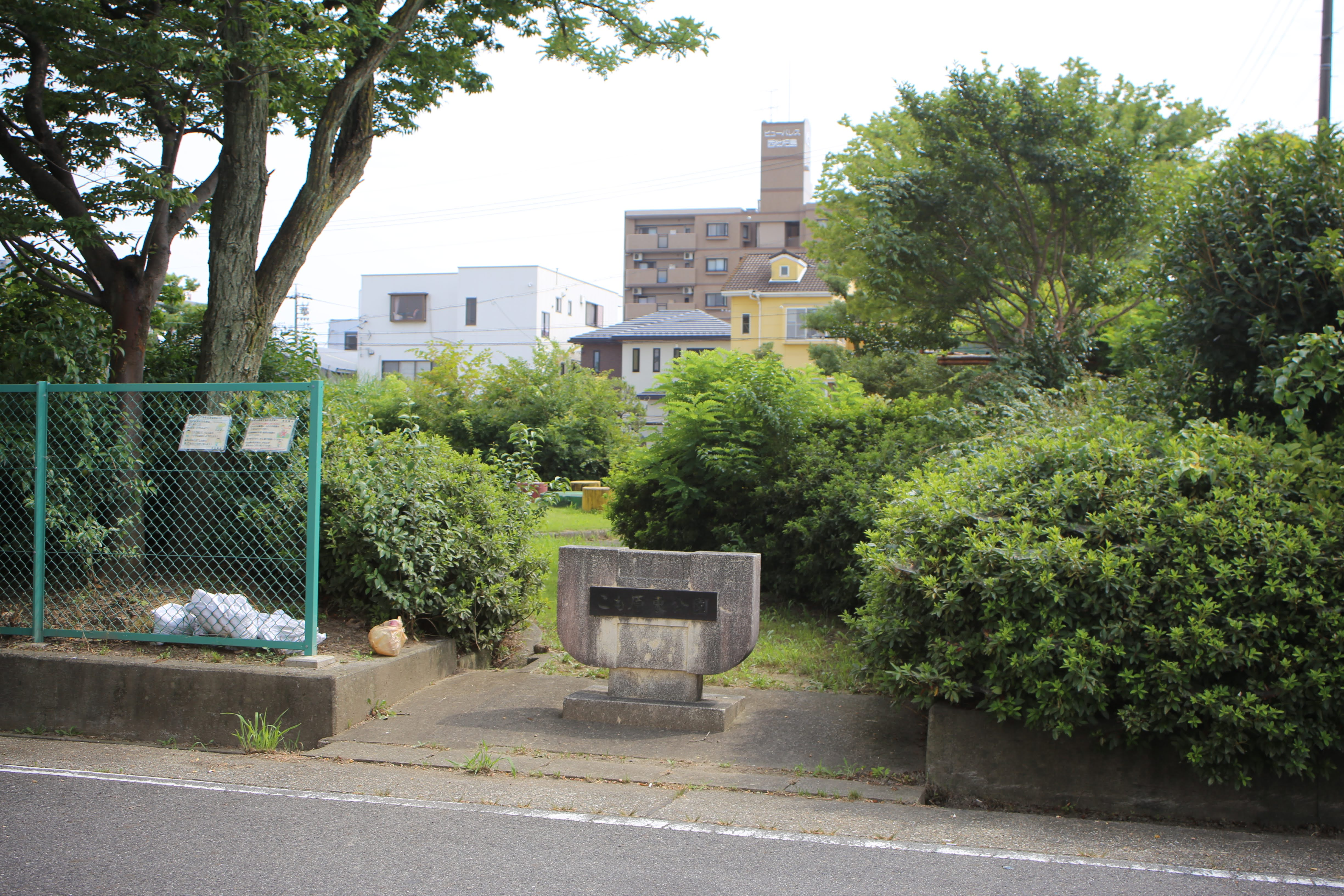
こも原東公園

1979年（昭和54年）4月1日供用開始。
- こも原東公園

## その他

### 日本郵便
- 郵便番号 : 452-0824[WEB 3]（集配局：名古屋西郵便局[WEB 9]）。

### WEB
1. ↑  “愛知県名古屋市の町丁・字一覧”.   人口統計ラボ. 2017年4月8日閲覧。
2. 1 2  “町・丁目(大字)別、年齢(10歳階級)別公簿人口(全市・区別)”.   名古屋市 (2019年2月20日). 2019年3月10日閲覧。
3. 1 2  “郵便番号”.  日本郵便. 2019年3月10日閲覧。
4. ↑  “市外局番の一覧”.   総務省. 2019年1月6日閲覧。
5. ↑  名古屋市役所市民経済局地域振興部住民課町名表示係 (2015年10月21日). “西区の町名一覧”.   名古屋市. 2017年8月7日閲覧。
6. ↑  “市立小・中学校の通学区域一覧”.   名古屋市 (2018年11月10日). 2019年1月14日閲覧。
7. ↑  “平成29年度以降の愛知県公立高等学校（全日制課程）入学者選抜における通学区域並びに群及びグループ分け案について”.   愛知県教育委員会 (2015年2月16日). 2019年1月14日閲覧。
8. 1 2  “都市公園の名称、位置及び区域並びに供用開始の期日” (2019年5月1日). 2019年11月3日閲覧。
9. ↑  郵便番号簿 平成29年度版 - 日本郵便. 2019年03月10日閲覧 (PDF)

### 書籍
1. 1 2  名古屋市計画局 1992, p. 765.
2. 1 2 3 4  「角川日本地名大辞典」編纂委員会 1989, p. 1506.
3. 1 2  名古屋市計画局 1992, p. 222.